# Privilegium Ottonianum

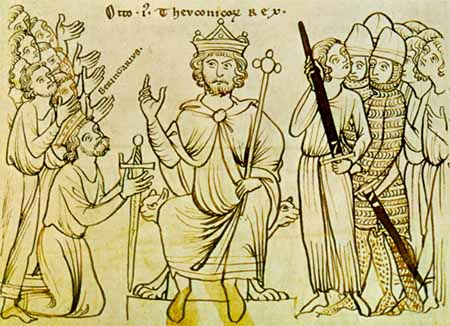
Otão I, Imperador Romano-Germânico

O Privilegium Othonis, também conhecido como Privilegium Ottonianum ou Diploma Ottonianum (em português:  "Privilégio de Oto", "Privilégio Otoniano", ou "Diploma Otoniano") é uma lei imperial estipulada em Roma, em 13 de fevereiro de 962 entre Otão I e o papa João XII, poucos dias após a chegada de Otão a Roma em 2 de fevereiro, para ser coroado Imperador. O documento confirmou a anterior Doação de Pepino, concedendo controle dos Estados Pontifícios para os papas, regularizando as eleições papais e clarificando as relações entre os papas e os imperadores do Sacro Império Romano-Germânico.
A autenticidade do documento, muito discutida, parece verdadeira mesmo que a versão atualmente existente, conservada nos Arquivos Secretos do Vaticano, pareça ser uma cópia do original, provavelmente perdida.

## Conteúdo
O documento afirma que a eleição papal seria realizada somente com o consentimento do Imperador Romano-Germânico e da presença de seus representantes, além disso, Otão atribuiu a si o direito real, também de vigilância militar, da cidade de Roma. 
Otão, em seguida, insistiu em reconhecer todas as doações territoriais dadas por Pepino, o Breve e Carlos Magno para a Igreja Católica (que tinham sido removidas para o Rei da Itália), que permaneceu sob a tutela imperial. Com o privilegium Otão foi erigido como um defensor do cristianismo: a sua intenção era promover uma reforma da Igreja, caída no luxo e corrupção, enquanto legitimava o controle imperial sobre o papado.
João XII, entretanto, prestou o juramento de fidelidade ao imperador e prometeu buscar sua aprovação cada vez que a Igreja elegesse um novo papa. Também a nobreza e o povo romano prestaram o juramento de fidelidade a Otão.

## Evolução
No ano seguinte, após a fuga de João XII, culpado de ter traído o pacto de aliança com o imperador, durante o sínodo reunido em 6 de novembro, na Basílica de São Pedro, Otão impôs uma cláusula ao privilegium, segundo a qual nenhum papa futuro poderia ser eleito sem a bênção do imperador, enquanto, de acordo com o primeiro rascunho do documento, a satisfação imperial poderia ser feita com a eleição já realizada.

## Confirmação
O privilegium foi confirmado através do Diploma Heinricianum, estipulado no dia da Páscoa de 1020 entre o papa Bento VIII (1012-1024) e o imperador Henrique II (1002-1024) em Bamberg, por ocasião da visita do papa à cidade.

## Abolição do privilégio
Nas décadas seguintes, alguns papas, a partir de Leão IX, iniciaram uma reforma na Igreja (Reforma Gregoriana) e, consequentemente, se opuseram ao privilegium, que limitava a sua autonomia. Assim, o privilegium foi formalmente abolido pelo papa Nicolau II no Concílio de Latrão em 1059ː o papa emanou um decreto que estabelecia que desde aquele momento, a eleição de um novo papa era exclusivamente a prerrogativa de um Colégio de Cardeais reunidos em um conclave. A abolição do privilegium foi o motivo do conflito agudo que contrastava a Igreja Católica com o Sacro Império Romano-Germânico entre 1076 e 1122, conhecido como a Questão das Investiduras.